# Mavzolej Afak Khoja
Mavzolej Afak Khoja je mavzolej v Šindžjangu na Kitajskem; je najsvetejše muslimansko mesto v regiji. Stoji približno 5 km severovzhodno od središča Kašgarja, v vasi Haohan (浩罕村 Ayziret v ujgurščini), ki je znana tudi kot Jaghdu. Svetišče je pod velikim pokroviteljstvom obiskovalcev, kitajski uradniki pa so ga označili za turistično atrakcijo.

## Zgodovina
Mazar (mavzolej) je bil prvotno zgrajen okoli leta 1640 kot grobnica Muhamada Yūsufa, srednjeazijskega nakšibandijskega sufijskega mojstra, ki je prišel v regijo Altišahr (današnji južni Šindžjang) v zgodnjem 17. stoletju in je bil morda dejaven tudi pri širjenju sufizma na Kitajskem. Pozneje je bil leta 1694 tam pokopan tudi bolj slavni sin in naslednik Muhamada Yūsufa, Afāk Khoja. Kot se domneva, mavzolej s ploščicami vsebuje grobnice petih generacij družine Afāki, kjer počiva 72 njenih članov.

## Opis
Mavzolej je morda najboljši primer islamske arhitekture v Šindžjangu. Velika 17 m visoka kupola je v središču, obdana s štirimi vogalnimi minareti s črtami in arabesknimi cvetličnimi vzorci. Vsako okno minaretov ima drugačen geometrijski vzorec, medtem ko imajo vrhovi stolpiče z obrnjeno lotosovo kupolo in nazobčanimi robovi. Vhod v mavzolej ima veličastno pročelje in slog ivan-niše s ploščicami, značilnimi za srednjeazijske mošeje.
Grobnice so okrašene z modrimi glaziranimi ploščicami in odete v pisano svilo. V grobnici je Iparhanova skrinjica, ki naj bi jo prinesli iz Pekinga.
Obstajajo mavzolej, štiri molitvene dvorane, ki jih podpirajo leseni tramovi z mukarnami na kapitelih, predavalnica in pokopališče, ki ga še vedno uporablja ugjursko prebivalstvo in ima značilne grobnice iz blata in opeke. Prehod ima tudi modro glazirane ploščice, na dvorišču pa je ribnik, ki ga ljudje očistijo, preden vstopijo.

## Galerija
- Vhod v mavzolej
- Eden od minaretov s ploščicami
- Bližnji posnetek minareta
- Leseni tramovi v notranjosti mavzoleja
- Grobnice so okrašene z modrimi glaziranimi ploščicami in odete v pisano svilo

## Kitajski turizem
Kitajski uradniki to mesto povezujejo z dišečo konkubino ali Šjang Fei, Kašgarko v kitajski legendi, ki jo je cesar Čjanlong iz 18. stoletja vzel za ženo. Zgodnja poročila imenujejo Šjang Fei, znano kot Iparhan v ujgurščini, ženo (ali hčerko) potomca Afaka Khoja, znak pa označuje njeno domnevno grobnico v svetišču Afak Khoja. Bila je žena lopovskega voditelja, ki so ga ujeli Čjanlongovi vojaki in ga odpeljali v Peking za cesarjevo priležnico. Ker mu ni hotela služiti, ujgurska zgodba pravi, da je bila prisiljena storiti samomor ali pa jo je umorila cesarjeva mati.
Leta 2015 so uradniki v bližini mavzoleja odprli turistični park z imenom Šjang Fei Garden. Uradniki so odsvetovali ali prepovedali romanje blizu ali na svetem kraju. Svetišče je pod velikim pokroviteljstvom obiskovalcev, zlasti kitajske etnične večine Hanov, kitajski uradniki pa so ga označili za turistično atrakcijo.